# گروسنلودر
گروسنلودر (به آلمانی: Großenlüder) یک شهر در آلمان است که در فولدا واقع شده‌است. گروسنلودر ۸٬۶۹۵ نفر جمعیت دارد.